# Водно-болотні угіддя Куби
Водно-болотні угіддя Куби (ідентифікатор WWF: NT0902) — неотропічний екорегіон затоплюваних луків і саван, розташований на Кубі.

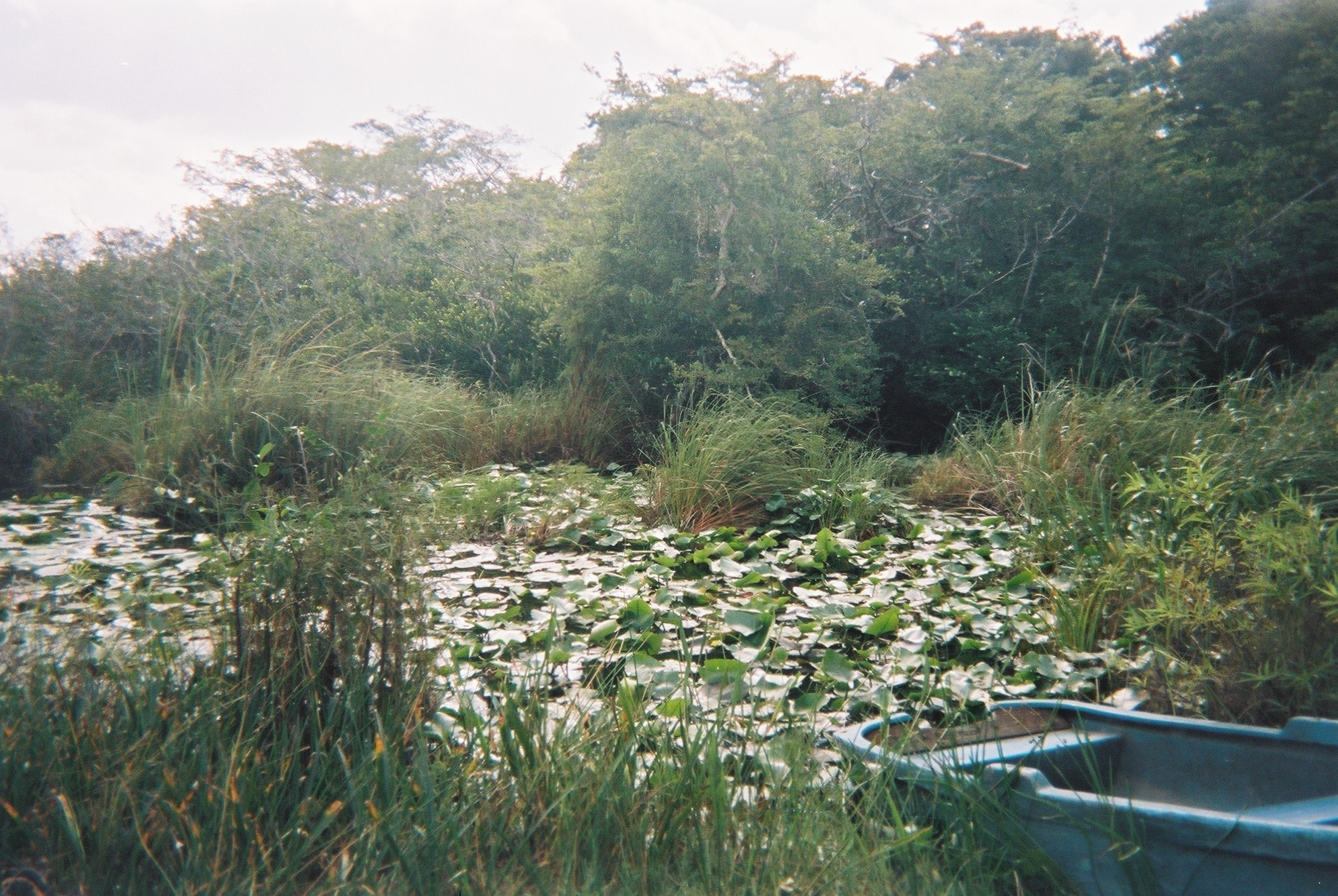
Болото Ланьє на острові Хувентуд

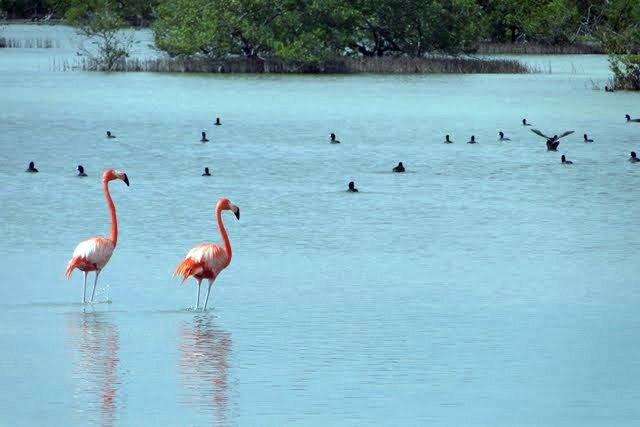
Червоні фламінго на болоті Сапата

## Географія
Екорегіон водно-болотних угідь Куби охоплює прибережні мілини та лагуни, що простягаються уздовж північного та південного узбережжя Куби — найбільшого острова Карибів, який лежить на південь від Флориди і є частиною групи Великих Антильських островів. Ці мілини зазнають впливу солонуватої води під час припливів, і зазвичай відділені від моря смугою мангрів Великих Антильських островів.
Найбільшим водно-болотним угіддям екорегіону є болото Сапата, яке займає більшу частину півострова Сапата, розташованого на півдні провінції Матансас, і простягається на захід уздовж узбережжя затоки Батабано. Болото Сапата має площу приблизно 450 км² і є найбільшим та найкраще збереженим водно-болотним угіддям на Карибах. Його довжина становить близько 175 км, максимальна ширина — 58 км, а середня ширина — 14-16 км. 
Серед інших водно-болотних угідь екорегіону, що простягаються уздовж південного узбережжя Куби, слід відзначити озеро Пескеро та лагуну Алькатрас-Гранде, розташовані на заході провінції Пінар-дель-Ріо, болота на узбережжі затоки Анна-Марія в провінціях Сьєго-де-Авіла та Камагуей, а також лагуни Барама та Леонеро, розташовані на узбережжі затоки Гуаканаябо. На північному узбережжі Куби великі водно-болотні угіддя розташовані навколо затоки Санта-Клара в провінції Матансас та навколо Лагуни-де-Лече в провінції Сьєго-де-Авіла. Крім того, невелика ділянка екорегіону розташована навколо болота Ланьє в центральній частині острова Ісла-де-ла-Хувентуд на південь від Куби. 

## Флора
В межах екорегіону спостерігається широкий діапазон рослинних угруповань, розподіл яких залежить від тривалості та глибини затоплення. 
У постійно затоплених водою районах поширені різноманітні водні рослини, які плавають на поверхні води або закріплюються в ґрунті. Серед таких видів слід відзначити звичайний водяний гіацинт (Pontederia crassipes), водяний салат (Pistia stratiotes), запашне латаття (Nymphaea odorata), вушкоподібну сальвінію (Salvinia auriculata), звичайний водощитник (Brasenia schreberi), а також різні види пухирників (Utricularia spp.) та рдесників (Potamogeton spp.).
У заболочених місцевостях, що періодично затоплюються водою, поширені заболочені луки, на яких росте південний рогіз (Typha domingensis), велетенський ситняг (Eleocharis interstincta), ямайська меч-трава (Cladium mariscus subsp. jamaicense), велетенський двоколосник (Paspalum giganteum), велетенський шерстоцвіт (Erianthus giganteus), алігаторова талія (Thalia geniculata) та різні види смикавців (Cyperus spp.) і молодильників (Isoetes spp.).
В заболочених лісах екорегіону переважають вологолюбні листяні дерева заввишки 8-20 м, вкриті різноманітними епіфітами. Серед дерев та чагарників, поширених в лісах екорегіону, слід відзначити вузьколисту табебую (Tabebuia angustata), кубинський ясен (Fraxinus cubensis), алігаторове яблуко (Annona glabra), геттарду Комбса (Guettarda combsii), капустяну пальму (Sabal palmetto), антигуанську терміналію (Terminalia buceras), високий гібіск (Hibiscus elatus), морський гібіск (Hibiscus tiliaceus), цілолисту ятрофу (Jatropha integerrima), падуб-дахун (Ilex cassine), кущову вербу (Salix fruticulosa), кокосову сливу (Chrysobalanus icaco) та різні види коперніцій (Copernicia spp.). У прибережних районах ліси переходять у мангрові зарості, а у внутрішніх районах острова — у напівлистяні ліси та чагарники, які є частиною екорегіону кубинських сухих лісів.
Болото Сапата та водно-болотні угіддя провінції Пінар-дель-Ріо є одним з трьох найважливіших центрів флористичного різноманіття та ендемізму на Кубі. Загалом в екорегіоні зустрічається близько 900 видів рослин, з яких близько 150 видів або 13 % є ендеміками Куби.

## Фауна
Водно-болотні угіддя екорегіону також вирізняються високим фауністичним різноманіттям. Орнітофауна екорегіону включає багато водоплавних та коловодних птахів, багато з яких є перелітними. На болотах і затоплюваних луках екорегіону зустрічаються американські кулики-довгоноги (Himantopus mexicanus), вухаті баклани (Nannopterum auritum), американські змієшийки (Anhinga anhinga), бурі коровайки (Plegadis falcinellus), білі ібіси (Eudocimus albus), рожеві косарі (Platalea ajaja), червоні фламінго (Phoenicopterus ruber), білощокі шилохвости (Anas bahamensis), скопи (Pandion haliaetus) та карибські крячки (Sternula antillarum), а у заболочених лісах — кубинські свистачі (Dendrocygna arborea), зелені чаплі (Butorides virescens), синьоголові голубки (Starnoenas cyanocephala), кубинські сплюшки (Margarobyas lawrencii), кубинські сичики-горобці (Glaucidium siju), кубинські амазони (Amazona leucocephala), кубинські аратинги (Psittacara euops), золотисті деколи (Colaptes auratus), кубинські деколи (Colaptes fernandinae), жовтоголові ситівки (Teretistris fernandinae), антильські гракли (Quiscalus niger), червоноплечі еполетники (Agelaius phoeniceus), золотогорлі потрости (Tiaris olivaceus), кубинські потрости (Phonipara canora), антильські танагри (Spindalis zena), а також кубинські колібрі-бджоли (Mellisuga helenae) — найменші птахи світу, що важать лише 2 грами.
Ендеміками екорегіону є кубинські погоничі (Mustelirallus cerverai) та ломики (Ferminia cerverai), які зустрічаються виключно на болоті Сапата, а також кубинські еполетники (Agelaius assimilis), поширені на багатьох водно-болотних угіддях Куби. Майже ендемічними представниками екорегіону є кубинські вівсянки (Torreornis inexpectata), які окрім Сапатського півострова також зустрічаються в сухих прибережних чагарниках на сході та півдні Куби, та кубинські канюки-крабоїди (Buteogallus gundlachii), поширені у заболочених і мангрових лісах на узбережжі Куби.
Більшість ссавців, поширених на Кубі, — це рукокрилі, зокрема кажани-рибалки (Noctilio leporinus), одні з найбільших кажанів Америки, які живляться переважно рибою. Серед наземних ссавців, поширених на болотах екорегіону, слід відзначити кубинську хутію (Capromys pilorides) тп чіпкохвосту хутію (Mysateles prehensilis), а також дуже рідкісну ендемічну карликову хутію (Mesocapromys nanus), яка зустрічається лише на півострові Сапата. У лагунах екорегіону іноді зустрічаються американські ламантини (Trichechus manatus), які живляться водною рослинністю.
Ендеміками екорегіону є рідкісні кубинські крокодили (Crocodylus rhombifer), які перебувають під загрозою зникнення. Раніше цей вид зустрічався на інших островах Карибського регіону, зокрема на Багамах та Гаїті, однак наразі він зустрічається лише на болоті Сапата. За оцінками дослідників, популяція кубинських крокодилів нараховує близько 2400 особин. Також на болотах екорегіону зустрічаються кубинські удави (Chilabothrus angulifer), гострорилі крокодили (Crocodylus acutus) та інтродуковані крокодилові каймани (Caiman crocodilus).

## Збереження
Основними загрозами для збереження природи регіону є осушення боліт, розвиток сільського господарства, виробництво деревного вугілля, видобуток торфу, полювання та поширення інвазивних видів рослин та тварин. Вирощування рису на Кубі супроводжується використанням значної кількості пестицидів, які забруднюють водойми. Інтенсивна вирубка лісів в горах Сьєрра-Маестра призвело до зменшення річкового стоку Кауто, найбільшої річки Куби, що змінило гідрологічний режим боліт у її гирлі. Іншою загрозою для збереження природи регіону є підвищення рівня моря внаслідок глобального потепління, яке може призвести до затоплення майже 70 % прибережних водно-болотних угідь.
Оцінка 2017 року показала, що 3306 км², або 59 % екорегіону, є заповідними територіями. Природоохоронні території включають: Національний парк Сьєнага-де-Сапата, Біосферний заповідник Сьєнага-де-Сапата, Національний парк Сьєнага-де-Ланьє та Природний заповідник дельти Кауто.